# Derna (district)
Pour les articles homonymes, voir Derna.
Derna (en arabe : درنة) est une des 22 chabiyat de Libye. 
Sa capitale est Derna.